# Procyanidine B2
La procyanidine B2 est une procyanidine de type B. C'est un dimère de flavanols formé de deux monomères d'épicatéchine liés par une liaison 4β→8.
La procyanidine B2 peut être trouvée dans la nature chez certains végétaux tels que le raisin Vitis vinifera (feuilles, pépin, baie, vin). On trouve également le composé dans le chocolat.